# Leopoldo de Saxe-Coburgo-Koháry
Leopoldo Francisco Júlio de Saxe-Coburgo-Koháry (em alemão: Leopold Franz Julios von Sachsen-Coburg-Koháry; Viena, 31 de janeiro de 1824 – Viena, 20 de maio de 1884), foi um príncipe de Saxe-Coburgo-Gota do ramo católico de Koháry e um major-general austríaco.

## Biografia
Nascido Leopoldo de Saxe-Coburgo-Saalfeld, ele era o terceiro filho do príncipe Fernando de Saxe-Coburgo-Gota e de sua esposa, a princesa Maria Antônia de Koháry.
Como era o filho mais novo da família, ele não herdou as grandes possessões de sua mãe. Leopoldo entrou para o exército em 1842 e em 1859 alcançou a patente de major-general do Império Austríaco. Por certo tempo, considerou-se casá-lo com a rainha Isabel II da Espanha; porém, a França e outros países da Europa opuseram-se, já que havia muitos Coburgos nos tronos europeus.

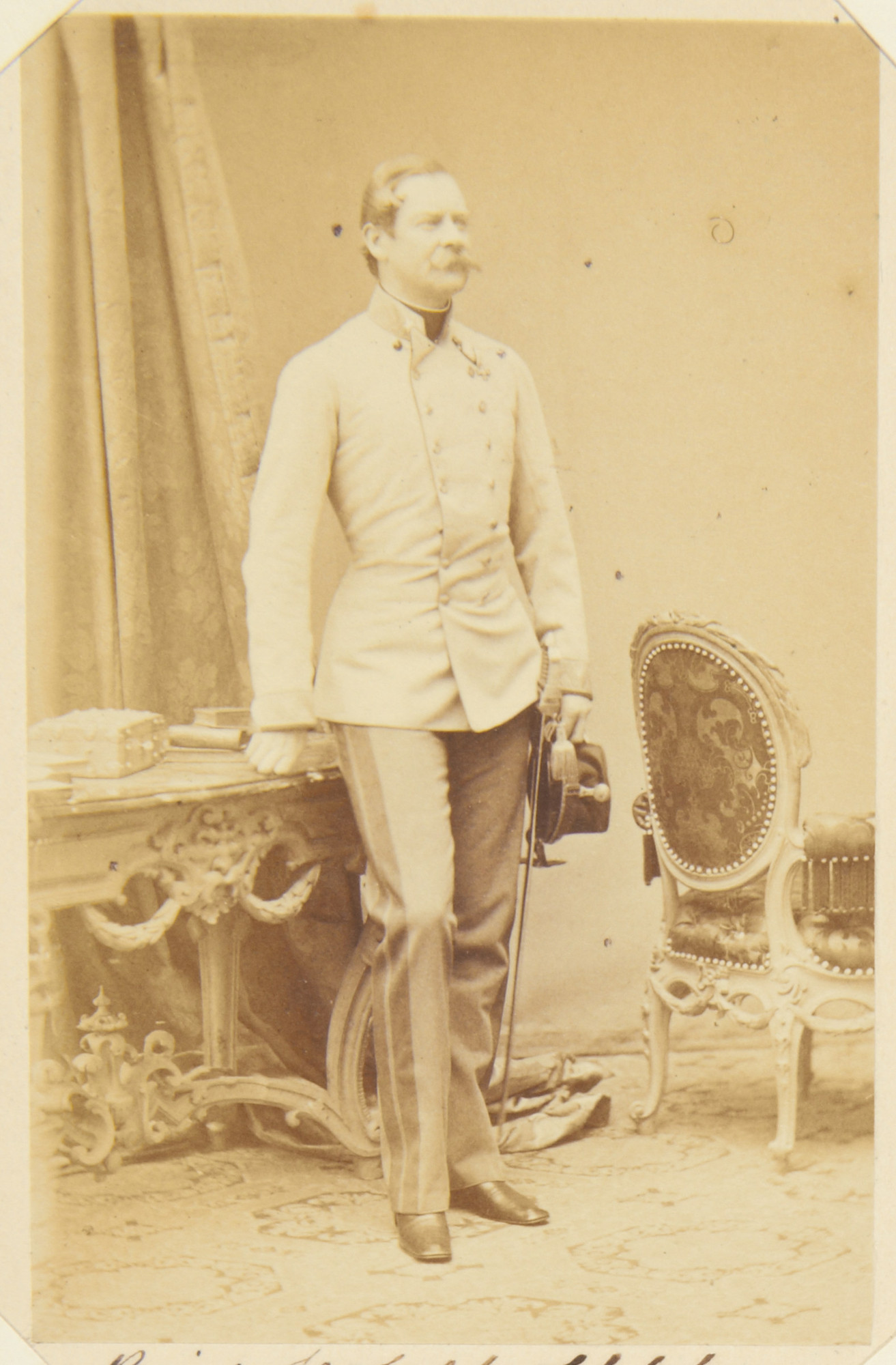

Alberto de Saxe-Coburgo-Gota era marido da rainha Vitória do Reino Unido; o rei Leopoldo I da Bélgica, tio materno de Vitória e paterno de Alberto, era também um Coburgo; e o irmão mais velho do próprio príncipe Leopoldo, D. Fernando II de Portugal, era o consorte da rainha D. Maria II.
Mais tarde, Leopoldo conheceu uma plebeia, Constanze Geiger (1835–1890), que lhe deu um filho, chamado Francisco, no dia 12 de outubro de 1860. Leopoldo e Constanze casaram-se, seis meses depois, em 23 de abril de 1861, tendo ele reconhecido imediatamente Francisco como seu filho. No dia 24 de julho de 1862, Francisco foi titulado barão de Ruttenstein, por Ernesto II. Porém, como o casamento de seus pais foi morganático, Francisco foi barrado da sucessão dos Koháry e dos Saxe-Coburgo-Gota. Morreu solteiro, sem filhos, em 29 de agosto de 1899.

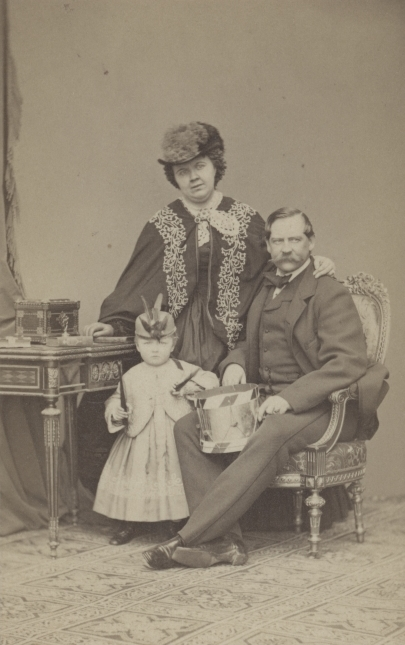
Leopoldo com sua esposa e filho

Leopoldo está enterrado no mausoléu ducal em Friedhof am Glockenberg, Coburgo.:47

## Honras
- Bélgica: Grande Cordão da Real Ordem de Leopoldo, 1850[3]
- Ducados ernestinos: Grande Cruz da Ordem da Casa Ernestina, Março de 1842[4]
- Reino de Portugal: Grande Cruz da Ordem da Torre e Espada, 19 de Junho de 1843[5]